# BelAZ-75710
Le BelAZ-75710 (en russe : БелАЗ-75710 ) est un gros camion à benne produit par le constructeur biélorusse BelAZ. Depuis sa présentation au public en septembre 2013, il dispose d'une charge utile de 450 tonnes et une masse totale de 810 tonnes. Il s'agit du camion-benne produit en série le plus lourd au monde.

## Description
Le camion à benne basculante diesel-électrique est à traction intégrale (4 × 4) et propulsé par deux moteurs diesel à quatre temps MTU DD16V4000 V16. Chaque moteur a une cylindrée de 65 litres et un couple maximum de 9313 Nm à une vitesse de 1500 tr/min. La puissance maximale combinée des deux moteurs est de 3 430 kW (4 664 ch) à une vitesse de 1900 tr/min. Les moteurs sont turbocompressés, à intercooler et à injection directe à rampe commune. Le circuit d'eau de refroidissement contient 890 litres, lubrification sous pression avec carter de 269 l d'huile. Deux générateurs avec un maximum de 1704 chacun kW génèrent l'électricité pour les moteurs électriques. Deux moteurs électriques de 1200 kW Siemens siègent dans chaque essieu. Les deux réservoirs de carburant ont chacun une capacité de 2800 l. Selon le constructeur, la consommation spécifique d'un moteur diesel est de 198 g de carburant par kilowattheure. La consommation est de 1300 litres aux 100 km. À vide, la benne n'est alimentée que par l'un des deux moteurs diesel pour économiser du carburant. La vitesse maximale est de 64 km/h à vide.
À vide, 60% du poids de 360 t repose sur l'essieu avant. Lorsque le véhicule est chargé, chaque essieu en porte la moitié. En raison des charges élevées, les essieux avant et arrière sont équipés de pneus doubles de chaque côté. Les huit pneus tubeless (59/80 R63) sont fabriqués par Bridgestone. Ils mesurent plus de 4 m de diamètre et pèsent environ 5,3 t chacun.
Le rayon de braquage est de 45 mètres. Les deux essieux peuvent être dirigés via une direction à essieu pivotant (direction à plateau tournant). La suspension est hydropneumatique, il y a des stabilisateurs sur les deux essieux. Le frein agit hydrauliquement sur des disques de frein sur les arbres du moteur, et les moteurs de traction peuvent également être utilisés pour freiner électriquement. Des résistances de freinage refroidies par ventilateur sont prévues à cet effet.

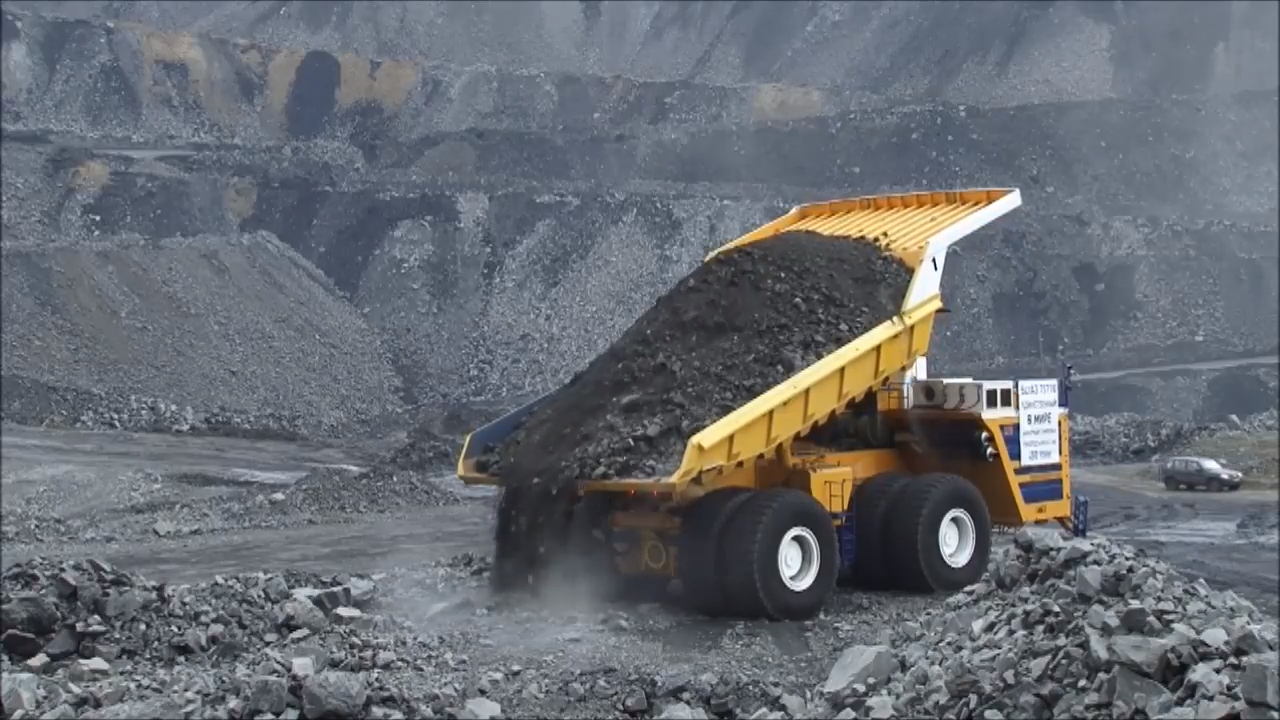
Lors d'un déchargement.

Le camion à benne mesure 20,6 mètre de long, 9,75 m de large et 8,17 m de haut. L'empattement est de 8 m. La cabine du conducteur au-dessus du compartiment moteur, qui est protégée contre les chutes d'objets conformément à la norme ISO 3471, est accessible via une échelle et des escaliers à l'avant du véhicule. La benne contient 157,5 m³ (entassé, jusqu'à 269,5 m³) et peut être basculée en 26 secondes avec deux pistons hydrauliques.

## Emploi
Le camion est conçu pour déplacer de grandes quantités d'extraction minière dans des mines à ciel ouvert profondes dans des conditions difficiles. Il peut être utilisé à des températures de -50 °C à +50 °C. Les trois premiers camions à benne basculante ont été livrés à la holding Sibirski delovoï soyouz basée à Kemerovo, en Russie, et seront utilisés dans la mine de charbon à ciel ouvert de Chernigovets près de Berezovsky. Le premier camion a atteint son site en mars 2014. BelAZ a investi 644 millions d'euros dans la production en série, qui a débuté en 2015 pour augmenter les capacités de production de gros camions à benne basculante.

## Records

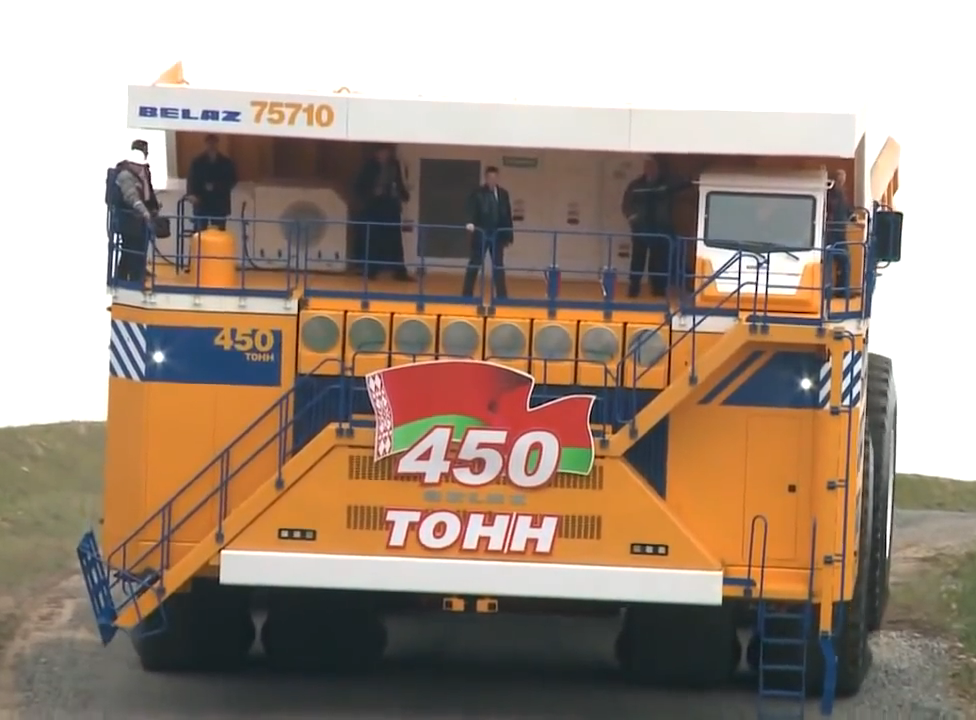
Vue de l'avant

Le BelAZ-75710 est plus long que le Terex 33-19 Titan, ce qui en fait le camion à benne basculante le plus long au monde. Jusqu'à présent, les plus gros camions à benne basculante de divers fabricants avaient une charge utile maximale de 400 t. Cette charge est dépassée par le BelAZ-75710, qui est utilisé jusqu'à 450 t. Lors d'un test en janvier 2014, la benne a supporté une charge de 503,5 t.